# 龙游商帮
明清时期中国十大商帮之一，主要指历史上今浙江境内金丽衢地区商人的集合，它以原衢州府龙游县为中心。龙游商帮于南宋已初见端倪，于明朝中叶最盛（明代万历年间有“遍地龙游”之谚），清代走向衰弱。龙游商帮的商人主要经营书业，纸业，珠宝业等。